# Tactic (commune)
Pour les articles homonymes, voir Tactic (homonymie).
Tactic est une ville du Guatemala dans le département d'Alta Verapaz.